# Sierra Space
Sierra Space Corporation, meestal Sierra Space genoemd, is een particulier lucht- en ruimtevaartbedrijf met hoofdzetel in Louisville, Colorado, met extra faciliteiten in Colorado, Wisconsin, Florida, North Carolina en een testlocatie in het Marshall Space Flight Center in Alabama. Het bedrijf werd op 21 april 2021 als dochteronderneming van Sierra Nevada Corporation (SNC) opgericht om er alle ruimtevaartactiviteiten van dat bedrijf in onder te brengen. Het bedrijf maakt ruimtevaarthardware voor verschillende toepassingen in de hele sector en is een belangrijke fabrikant van satellieten.
In 2008 kwam SpaceDev, dat al sinds 2005 aan de ontwikkeling van het ruimtevliegtuig Dream Chaser werkte in handen van SNC. Nadat de bemande versie van de Dream Chaser werd afgewezen voor het Commercial Crew-programma van NASA werd vanaf 2013 een onbemande vracht-versie de Dream Chaser ontwikkeld. Deze variant werd door NASA geselecteerd om diensten te verlenen aan het International Space Station onder het  Commercial Resupply Services 2-contract van NASA. Daartoe produceert het ook Shooting Star cargo modules die gekoppeld aan een Dream Chaser extra cargo kunnen meenemen.
Het bedrijf werkt ook samen met Blue Origin om componenten te ontwikkelen van het Orbital Reef-ruimtestation. Hiervoor maken ze de opblaasbare Large Integrated Flexible Environment (LIFE) habitat.